# Jacob Lange
Jacob Erik Lange (døbt 3. april 1767 - død 5. april 1825) var en norsk officer og medlem af Rigsforsamlingen på Eidsvoll, der i 1814 udformede Norges grundlov.